# Jänissaari (ö i Finland, Birkaland, Övre Birkaland, lat 61,87, long 23,97)
Jänissaari är en ö i Finland. Den ligger i sjön Palovesi och Jäminginselkä och i kommunen Ruovesi i den ekonomiska regionen  Övre Birkalands ekonomiska region  och landskapet Birkaland, i den södra delen av landet, 200 km norr om huvudstaden Helsingfors. Öns area är 4,7 hektar och dess största längd är 410 meter i sydöst-nordvästlig riktning.